# Ryu Seung-min
Ryu Seung-min (kor. 유승민, ur. 5 sierpnia 1982 w Seulu) – południowokoreański tenisista stołowy. Zawodnik kadry narodowej i olimpijskiej Korei Południowej w tenisie stołowym. Zawodnik francuskiego klubu tenisa stołowego G.V. Hennenbont T.T. W światowym rankingu ITTF najwyżej uplasował się na 2. miejscu. Obecnie jest sponsorowany przez koreańską firmę tenisa stołowego Xiom (do 2005 był kontraktowym zawodnikiem japońskiej firmy tenisa stołowego Butterfly). Obecnie najlepszy tenisista stołowy w Korei Południowej.
W sierpniu 2016 roku został wybrany na ośmioletnią kadencję do Komisji Zawodniczej MKOl.
- Miejsce w światowym rankingu ITTF: 15

Styl gry
- praworęczny, szybki atak topspinowy z nastawieniem na forhend blisko stołu
- sposób trzymania rakietki: japoński penholder (charakteryzuje się tym, że zawodnik używa tylko 1 okładziny po stronie forehandowej w czasie gry)

Sprzęt
- Deska : Athena RSM Special
- Okładziny : Tenergy 64 (grubość podkładu: Max.;po stronie forehandowej)

Osiągnięcia:
- Brązowy medalista Letnich Igrzysk Olimpijskich w turnieju drużynowym z reprezentacją Korei Południowej w 2008
- Zwycięzca Ligi Mistrzów z klubem SVS Niederösterreich w 2008
- 2-krotny srebrny medalista Mistrzostw Świata w turnieju drużynowym z reprezentacją Korei Południowej w 2006 i w 2008
- 1. miejsce w turnieju Korral Super Cup w 2008
- 1. miejsce w turnieju Chile Open w 2008
- Brązowy medalista Mistrzostw Świata w grze pojedynczej w 2007
- Złoty medalista Letnich Igrzysk Olimpijskich w Atenach w grze pojedynczej mężczyzn w 2004
- Wielokrotny mistrz Korei Południowej w grze pojedynczej
- W 1992 i 2004 pokonał Jana-Ove'a Waldnera